# مسابقة أندريه ستينين الدولية للتصوير الصحفي
مسابقة أندريه ستينين الدولية للتصوير الصحفي هي عبارة عن مسابقة سنوية للمصورين الشباب الذين تتراوح أعمارهم 18- 33 عاماً، والتي أنشئت في 22 كانون الأول/ديسمبر 2014 من قبل وكالة الأنباء الدولية «روسيا سيغودنيا» تحت رعاية اللجنة الروسية لشؤون اليونيسكو. وتحمل المسابقة اسم أندريه ستينين وهو مصور صحفي خاص تابع للوكالة، استشهد أثناء أداء واجبه المهني في جنوب شرق أوكرانيا.
الهدف من المسابقة هو دعم المصورين الشباب ولفت اهتمام المجتمع لأهداف ومهام التصوير الصحفي الحديث. وهذه هي المنصة الوحيدة في روسيا التي تقدم الدعم للمصورين الشباب وتكشف أسماءهم للعالم.
في عام 2017 تم إرسال إلى المسابقة التي تجري للسنة الثالثة على التوالي، حوالي 5000 عملاً من عدد قياسي من البلدان والذي بلغ 76 دولة، علماً أن الجولة المهنية لأعمال الفائزين والتي تجوب بلدان العالم أصبحت جزءاً لا يتجزأ من المسابقة. وقد شاهد معرض الفائزين في مسابقة أندريه ستينين جمهور واسع من كيب تاون وإسطنبول وتل أبيب والقاهرة وبرلين وشنغهاي وبودابيست وروما وغيرها من المدن في الأعوام 2015-2016. يشار إلى أن مسابقة أندريه ستينين لا تكشف فقط للجمهور من مختلف بلدان العالم الأسماء الجديدة في التصوير الصحفي، وإنما تمنح الفرصة لأفضل المصورين الصحفيين في العالم في اكتساب جمهور جديد والحصول على ردود الفعل منه. ولهذا يتابع الكثيرون آخر الأخبار عن المسابقة وينتظرون موعد انعقاد المعارض الخاصة بها. يذكر أن جولة المعرض في عام 2017 شملت مدناً كثيرة منها أثينا ومدريد وإسطنبول وشنغهاي ووارسو ومكسيكو وجوهانسبرغ وكيب تاون وبيروت وبودابيست.
يتم قبول الطلبات سنوياً في 22 كانون الأول/ديسمبر الذي يصادف يوم ميلاد أندريه ستينين.

## المعايير والفئات الرئيسية
يمكن أن يشارك في هذه المسابقة المصورون الذين تتراوح أعمارهم 18-33 عاماً. في كل فئة يتم اختيار المراتب الأولى والثانية والثالثة لصورة وحيدة والمراتب الأولى والثانية والثالثة لسلسلة من الصور. بالإضافة إلى ذلك يمكن للجنة التحكيم أن تضع علامة خاصة للأعمال الفردية. ويحصل أحد المشاركين من القائمة النهائية على الجائزة الكبرى للمسابقة، حيث يتم الإعلان عن الفائز في الجائزة الكبرى ضمن حفل رسمي لمنح الجوائز للفائزين. فقط حيث تم الإعلان عن الفئات الرئيسية لمسابقة عام 2018 وهي:

### الأخبار الرئيسية
في هذه الفئة يكون الموضوع الرئيسي للعمل حول الأحداث الهامة في الحياة، إن كان ذلك فيما يتعلق بالأشخاص أو البلدان بشكل عام: الأحداث السياسية والاجتماعية الهامة، مواد من مناطق الأعمال القتالية وكذلك أماكن الكوارث الطبيعية، اللحظات الحاسمة في حياة الناس.

### الرياضة
في هذه الفئة تشارك الأعمال التي تجسد لحظات الحياة الرياضية: الانتصارات التي يحققها الرياضيون ولحظات الهزيمة، التدريبات والتمارين اليومية ولقطات المسابقات الرياضية الجميلة.

### كوكبي
هذه الفئة متخصصة للأعمال التي تعكس لوحة متعددة الألوان والأشكال من جميع قارات العالم. وتكمن مهمة المصور في إظهار المشكال الحياتي اليومي بكل تناغمه وجماله الدائمين، والتي تجمع بين المواد المصورة من حياة الناس اليومية وإيقاع حياة المدن الكبرى والنائية وصور عن الطبيعة والأعياد الدينية والعرقية

### لوحة. بطل من زماننا
معايير هذه الفئة هي لوحات لأشخاص فردية أو جماعية، ويمكن أن تكون الصور إما وثائقية أو استعراضية. الشيء المهم في أعمال هذه الفئة هو قدرة المصور في الكشف عن العالم الداخلي لأبطاله، والتعبير عن خصائصهم الروحية وطباعهم عبر المظهر الخارجي.

## لجنة التحكيم
تتكون لجنة التحكيم من كبار الخبراء ذوي الشهرة العالمية في مجال التصوير والمعروفين بقدرتهم على النظر إلى العالم بشكل مختلف.

### لجنة التحكيم في عام 2015
أندريه بوليكانوف مدير قسم التصوير في مجلة «المصور الروسي»،
غريغوري دوكور رئيس تحرير قسم التصوير في وكالة رويترز في روسيا ورابطة الدول المستقلة
نتاليا أودارتسوفا وهي صحفية روسية ومحرر التصوير وعضو اتحاد الفنانين المصورين الروس
فلاديمير فياتكين مصور فوتوغرافي روسي أكاديمي من نقابة المصورين لوسائل الإعلام الدولية، الحائز على الجائزة ست مرات وهو عضو لجنة التحكيم الدولية «وورلد برس فوتو» ثلاث مرات
أتيلا ديوراك وهو مصور تركي المؤسس المشارك والمشرف على مهرجان فوتو إسطنبول
تيموتي فاديك مصور صحفي أمريكي، وجيسون إيسكينازي مصور أمريكي

### لجنة التحكيم في عام 2016
روث أيهورن وهو محرر صور في مجلة جيو في ألمانيا
دينيس بيكوين نائب مدير قسم التصوير في وكالة أسوشيتد برس في الولايات المتحدة
تشينغ وي نائب مدير إدارة المعلومات المصورة لوكالة انباء شينخوا في الصين
يوري كوزيريف مصور صحفي روسي الفائز عدة مرات بجائزة «وورلد برس فوتو»
إيرينا تشميريفا باحثة روسية في علوم الفن كبيرة الخبراء في معهد النظريات وتاريخ الفن في أكاديمية الفنون الروسية
كسينيا نيكولسكايا مصور روسي عضو اتحاد الفنانين الروس
ألدو مينديتشي مصور إيطالي منظم دورات تعليمية وحلقات دراسية
فاليري ميلنيكوف مراسل مصور خاص لوكالة الأنباء الدولية «روسيا سيغودنيا» الحائزة على الجائزة الأولى في المسابقات الدولية عدة مرات

### لجنة التحكيم في عام 2017
أندرياس ترامب محرر صور مجلة «ستيرن» من ألمانيا
إيان لاندس بيرغ محرر الصور لمجموعة وسائل الإعلام انديبندت ميديا من جنوب أفريقيا
أريانا رينالدو المدير الفني لمهرجان «كورتونا أون ذي موف» الدولي من إيطاليا
الفوتوغرافي نتاليا غريغوريفا – ليتفينسكايا المشرف الرئيسي ومؤسس مركز الأخوة لومير للتصوير من روسيا
فلاديمير بيسنيا مراسل مصور وكالة الأنباء الدولية «روسيا سيغودنيا» الحائز على الجائزة الأولى أفضل مسابقة للصور في العالم «وورلد برس فوتو» من روسيا
تشين شي وي رئيس صحيفة شينمين الإخبارية المسائية ورئيس الصحف ووسائل الإعلام الرقمية لمجموعة شنغهاي الإعلامية المتحدة من الصين
فارفارا غلاتكايا محرر الصور وأستاذ مادة التصوير في مدرسة الفنون البصرية من روسيا

### لجنة التحكيم في عام 2018
آنا زكريا مؤسس ومدير وكالة الصور الروسية المستقلة سالت إيماجيس من روسيا
ملادن انتونوف المراسل الخاص لوكالة فرانس برس في موسكو من فرنسا
خورخي أرسيغا أفيلا نائب مدير قسم التصوير في كالة الأنباء نوتيميكس من المكسيك 
بافل كاسين مدير قسم التصوير في دار النشر «كوميرسانت» من روسيا
أحمد سيل المصور ورئيس قسم الأخبار المصورة في وكالة الأناضول من تركيا.

## الفائزون
حازت يلينا أنوسوفا من روسيا على الجائزة الكبرى في عام 2015 لفئة سلسلة الصور «القسم» حول النساء في السجون
وفي عام 2016 حاز غارسيا دانيلو دي ميو من إيطاليا على الجائزة الكبرى لسلسلة الصور عن فتاة مصابة بالشلل «ليتتسيا. قصة حياة غير مرئية» 
وفي عام 2017 حاز أليخاندرو مارتينيس من إسبانيا على الجائزة الكبرى لسلسلة الصور «لاجئون في بلغراد» 

## معلومات مثيرة للاهتمام
الفائز في مسابقة الجائزة الكبرى لعام 2015 يلينا أنوسوفا حازت في عام 2017 على المرتبة الأولى في أكثر مسابقات التصوير الصحفي شهرة في العالم- «وورلد برس فوتو» 
أما الحائز على الجائزة الذهبية للمسابقة في الأعوام 2015-2017 في فئة الرياضة ألكسي فيليبوف فاز في المسابقة الدولية للصور الإخبارية والرياضة – «إسطنبول فوتو أووردز» 
الفائز بالجائزة الكبرى لمسابقة عام 2016 أصبح المصور الإيطالي دانيلو غارسيا دي ميو في سلسلة صور عن فتاة مشلولة اسمها ليتيتسيا. قصة هذه الصور أثرت على لجنة التحكيم ونتيجة لذلك قامت بطلة سلسلة هذه الصور بأول رحلة في حياتها لروسيا، حيث تمكنت من سرد قصتها وإلهام العديد ممن يعيشون مثلها
 
الفائز في فئة الرياضة لمسابقة عام 2016 فلاديمير أستابكوفيتش شغل المرتبة الأولى في مسابقة الصور الدولية السنوية انترناشونال فوتوغرافي أوردز 